# Lo speziale
Lo speziale è un dramma giocoso in tre atti scritto da Carlo Goldoni per essere musicato da Vincenzo Pallavicini (1° atto) e Domenico Fischietti (2° e 3° atto), i quali lo rappresentarono per la prima volta durante il carnevale del 1755 al Teatro San Samuele di Venezia. Successivamente il libretto fu ripreso e musicato da Franz Joseph Haydn.

## Compositori che utilizzarono il libretto
La data e la città si riferiscono alla prima rappresentazione:
- Vincenzo Pallavicini e Domenico Fischietti, Lo speziale, carnevale 1755, Venezia, Teatro San Samuele
- Franz Joseph Haydn, Lo speziale, dramma giocoso per musica in 3 atti, revisione di Karl Friberth, 5 agosto 1768, per l'inaugurazione del Teatro (400 posti) nel Castello di Esterháza a Fertőd